# يوليا غوين
جوليا رونيا غوين (بالألمانية: Giulia Ronja Gwinn) هي لاعبة كرة قدم ألمانية في مركز الوسط ولدت في يوم 2 يوليو 1999 في بلدة فريدريكسهافن في أقصى جنوب ألمانيا، تلعب حالياً مع نادي بايرن ميونخ للسيدات وسبق لها اللعب مع نادي فرايبورغ، في سنة 2017 بدأت باللعب مع منتخب ألمانيا لكرة القدم للسيدات ويبلغ طولها 170 سم.

## روابط خارجية
- يوليا غوين على موقع الاتحاد الدولي (مؤرشف)  (الإنجليزية)
- يوليا غوين على موقع الاتحاد الأوربي (الإنجليزية)
- يوليا غوين على موقع قاعدة بيانات كرة القدم.إي يو (الإنجليزية)
- يوليا غوين على موقع Soccerway.com (الإنجليزية)
- يوليا غوين على موقع عالم كرة القدم.نت (الإنجليزية)
- يوليا غوين على موقع اللجنة الأولمبية الدولية (الإنجليزية)